# Gran Premio di superbike di Imola 2011
Il Gran Premio di superbike di Imola 2011 è l'undicesima prova del mondiale superbike 2011, nello stesso fine settimana si corre il decimo gran premio stagionale del mondiale supersport 2011 e l'ottavo della Superstock 1000 FIM Cup. Ha registrato nelle due gare di Superbike rispettivamente le vittorie di Jonathan Rea e Carlos Checa, di Fabien Foret in Supersport e di Danilo Petrucci in Superstock 1000.

## Superbike

### Gara 1[1]

#### Arrivati al traguardo
| Pos. | Nº  | Pilota            | Squadra                  | Motocicletta         | Giri | Tempo     | Griglia | Punti |
| ---- | --- | ----------------- | ------------------------ | -------------------- | ---- | --------- | ------- | ----- |
| 1º   | 4   | Jonathan Rea      | Castrol Honda            | Honda CBR1000RR      | 21   | 38:03.396 | 2º      | 25    |
| 2º   | 41  | Noriyuki Haga     | PATA Racing Team Aprilia | Aprilia RSV4 Factory | 21   | +0.111    | 3º      | 20    |
| 3º   | 7   | Carlos Checa      | Althea Racing            | Ducati 1098R         | 21   | +9.449    | 1º      | 16    |
| 4º   | 66  | Tom Sykes         | Kawasaki Racing          | Kawasaki ZX-10R      | 21   | +9.792    | 4º      | 13    |
| 5º   | 58  | Eugene Laverty    | Yamaha World Superbike   | Yamaha YZF R1        | 21   | +14.699   | 5º      | 11    |
| 6º   | 50  | Sylvain Guintoli  | Effenbert-Liberty Racing | Ducati 1098R         | 21   | +16.820   | 8º      | 10    |
| 7º   | 96  | Jakub Smrž        | Effenbert-Liberty Racing | Ducati 1098R         | 21   | +24.227   | 13º     | 9     |
| 8º   | 33  | Marco Melandri    | Yamaha World Superbike   | Yamaha YZF R1        | 21   | +24.935   | 9º      | 8     |
| 9º   | 86  | Ayrton Badovini   | BMW Motorrad Italia      | BMW S1000 RR         | 21   | +25.224   | 7º      | 7     |
| 10º  | 17  | Joan Lascorz      | Kawasaki Racing          | Kawasaki ZX-10R      | 21   | +25.487   | 18º     | 6     |
| 11º  | 8   | Mark Aitchison    | Team Pedercini           | Kawasaki ZX-10R      | 21   | +26.148   | 17º     | 5     |
| 12º  | 11  | Troy Corser       | BMW Motorrad Motorsport  | BMW S1000 RR         | 21   | +26.444   | 15º     | 4     |
| 13º  | 23  | Federico Sandi    | Althea Racing            | Ducati 1098R         | 21   | +29.761   | 14º     | 3     |
| 14º  | 53  | Alessandro Polita | Barni Racing             | Ducati 1098R         | 21   | +30.083   | 16º     | 2     |
| 15º  | 2   | Leon Camier       | Aprilia Alitalia Racing  | Aprilia RSV4 Factory | 21   | +34.862   | 10º     | 1     |
| 16º  | 15  | Matteo Baiocco    | Barni Racing             | Ducati 1098R         | 21   | +40.331   | 19º     |       |
| 17º  | 111 | Rubén Xaus        | Castrol Honda            | Honda CBR1000RR      | 21   | +44.547   | 20º     |       |
| 18º  | 44  | Roberto Rolfo     | Team Pedercini           | Kawasaki ZX-10R      | 21   | +50.241   | 21º     |       |

#### Ritirati
| Nº  | Pilota          | Squadra                 | Motocicletta     | Giri | Griglia |
| --- | --------------- | ----------------------- | ---------------- | ---- | ------- |
| 91  | Leon Haslam     | BMW Motorrad Motorsport | BMW S1000 RR     | 8    | 6º      |
| 112 | Javier Forés    | BMW Motorrad Italia     | BMW S1000 RR     | 6    | 22º     |
| 84  | Michel Fabrizio | Suzuki Alstare          | Suzuki GSX-R1000 | 1    | 11º     |
| 121 | Maxime Berger   | Supersonic Racing       | Ducati 1098R     | 1    | 12º     |

### Gara 2[2]

#### Arrivati al traguardo
| Pos. | Nº  | Pilota           | Squadra                  | Motocicletta         | Giri | Tempo     | Griglia | Punti |
| ---- | --- | ---------------- | ------------------------ | -------------------- | ---- | --------- | ------- | ----- |
| 1º   | 7   | Carlos Checa     | Althea Racing            | Ducati 1098R         | 21   | 38:04.538 | 1º      | 25    |
| 2º   | 41  | Noriyuki Haga    | PATA Racing Team Aprilia | Aprilia RSV4 Factory | 21   | +4.631    | 3º      | 20    |
| 3º   | 2   | Leon Camier      | Aprilia Alitalia Racing  | Aprilia RSV4 Factory | 21   | +15.159   | 10º     | 16    |
| 4º   | 58  | Eugene Laverty   | Yamaha World Superbike   | Yamaha YZF R1        | 21   | +17.195   | 5º      | 13    |
| 5º   | 91  | Leon Haslam      | BMW Motorrad Motorsport  | BMW S1000 RR         | 21   | +17.388   | 6º      | 11    |
| 6º   | 33  | Marco Melandri   | Yamaha World Superbike   | Yamaha YZF R1        | 21   | +18.533   | 9º      | 10    |
| 7º   | 50  | Sylvain Guintoli | Effenbert-Liberty Racing | Ducati 1098R         | 21   | +19.615   | 8º      | 9     |
| 8º   | 17  | Joan Lascorz     | Kawasaki Racing          | Kawasaki ZX-10R      | 21   | +20.063   | 18º     | 8     |
| 9º   | 8   | Mark Aitchison   | Team Pedercini           | Kawasaki ZX-10R      | 21   | +24.194   | 17º     | 7     |
| 10º  | 86  | Ayrton Badovini  | BMW Motorrad Italia      | BMW S1000 RR         | 21   | +28.485   | 7º      | 6     |
| 11º  | 111 | Rubén Xaus       | Castrol Honda            | Honda CBR1000RR      | 21   | +28.600   | 20º     | 5     |
| 12º  | 23  | Federico Sandi   | Althea Racing            | Ducati 1098R         | 21   | +41.802   | 14º     | 4     |
| 13º  | 121 | Maxime Berger    | Supersonic Racing        | Ducati 1098R         | 21   | +54.750   | 12º     | 3     |
| 14º  | 112 | Javier Forés     | BMW Motorrad Italia      | BMW S1000 RR         | 21   | +1:12.281 | 22º     | 2     |

#### Ritirati
| Nº | Pilota            | Squadra                  | Motocicletta     | Giri | Griglia |
| -- | ----------------- | ------------------------ | ---------------- | ---- | ------- |
| 53 | Alessandro Polita | Barni Racing             | Ducati 1098R     | 19   | 16º     |
| 4  | Jonathan Rea      | Castrol Honda            | Honda CBR1000RR  | 17   | 2º      |
| 84 | Michel Fabrizio   | Suzuki Alstare           | Suzuki GSX-R1000 | 10   | 11º     |
| 15 | Matteo Baiocco    | Barni Racing             | Ducati 1098R     | 9    | 19º     |
| 11 | Troy Corser       | BMW Motorrad Motorsport  | BMW S1000 RR     | 9    | 15º     |
| 66 | Tom Sykes         | Kawasaki Racing          | Kawasaki ZX-10R  | 7    | 4º      |
| 44 | Roberto Rolfo     | Team Pedercini           | Kawasaki ZX-10R  | 2    | 21º     |
| 96 | Jakub Smrž        | Effenbert-Liberty Racing | Ducati 1098R     | 1    | 13º     |

## Supersport[3]

### Arrivati al traguardo
| Pos. | Nº  | Pilota            | Squadra                     | Motocicletta        | Giri | Tempo     | Griglia | Punti |
| ---- | --- | ----------------- | --------------------------- | ------------------- | ---- | --------- | ------- | ----- |
| 1º   | 99  | Fabien Foret      | Hannspree Ten Kate Honda    | Honda CBR600RR      | 19   | 35:56.214 | 12º     | 25    |
| 2º   | 11  | Sam Lowes         | Parkalgar Honda             | Honda CBR600RR      | 19   | +0.166    | 8º      | 20    |
| 3º   | 23  | Broc Parkes       | Kawasaki Motocard.com       | Kawasaki ZX-6R      | 19   | +2.499    | 1º      | 16    |
| 4º   | 21  | Florian Marino    | Hannspree Ten Kate Honda    | Honda CBR600RR      | 19   | +3.833    | 3º      | 13    |
| 5º   | 44  | David Salom       | Kawasaki Motocard.com       | Kawasaki ZX-6R      | 19   | +6.325    | 5º      | 11    |
| 6º   | 77  | James Ellison     | Bogdanka PTR Honda          | Honda CBR600RR      | 19   | +21.872   | 15º     | 10    |
| 7º   | 31  | Vittorio Iannuzzo | Lorenzini by Leoni          | Kawasaki ZX-6R      | 19   | +25.826   | 11º     | 9     |
| 8º   | 117 | Miguel Praia      | Parkalgar Honda             | Honda CBR600RR      | 19   | +27.553   | 19º     | 8     |
| 9º   | 12  | Stefano Cruciani  | Puccetti R. Kawasaki Italia | Kawasaki ZX-6R      | 19   | +30.044   | 17º     | 7     |
| 10º  | 91  | Danilo Dell'Omo   | Suriano Racing              | Triumph Daytona 675 | 19   | +31.140   | 18º     | 6     |
| 11º  | 4   | Gino Rea          | Step Racing                 | Honda CBR600RR      | 19   | +32.212   | 9º      | 5     |
| 12º  | 28  | Paweł Szkopek     | Bogdanka PTR Honda          | Honda CBR600RR      | 19   | +32.845   | 20º     | 4     |
| 13º  | 17  | Patrik Vostárek   | Prorace                     | Honda CBR600RR      | 19   | +33.402   | 21º     | 3     |
| 14º  | 69  | Ondřej Ježek      | SMS Racing                  | Honda CBR600RR      | 19   | +42.637   | 16º     | 2     |
| 15º  | 10  | Imre Tóth         | Hungary Toth                | Honda CBR600RR      | 19   | +43.177   | 23º     | 1     |
| 16º  | 45  | Cătălin Cazacu    | PTR Romania Honda           | Honda CBR600RR      | 19   | +1:49.642 | 26º     |       |
| 17º  | 24  | Eduard Blokhin    | RivaMoto                    | Yamaha YZF R6       | 18   | +1 giro   | 28º     |       |

### Ritirati
| Nº  | Pilota            | Squadra             | Motocicletta        | Giri | Griglia |
| --- | ----------------- | ------------------- | ------------------- | ---- | ------- |
| 34  | Ronan Quarmby     | Suriano Racing      | Triumph Daytona 675 | 17   | 10º     |
| 55  | Massimo Roccoli   | Lorenzini by Leoni  | Kawasaki ZX-6R      | 16   | 7º      |
| 7   | Chaz Davies       | Yamaha ParkinGO     | Yamaha YZF R6       | 14   | 4º      |
| 5   | Alexander Lundh   | Cresto Guide Racing | Honda CBR600RR      | 14   | 13º     |
| 38  | Balázs Németh     | Hungary Toth        | Honda CBR600RR      | 11   | 24º     |
| 9   | Luca Scassa       | Yamaha ParkinGO     | Yamaha YZF R6       | 7    | 2º      |
| 19  | Mitchell Pirotta  | KUJA Racing         | Honda CBR600RR      | 6    | 27º     |
| 22  | Roberto Tamburini | Bike Service R.T.   | Yamaha YZF R6       | 3    | 6º      |
| 8   | Bastien Chesaux   | MACH Racing         | Honda CBR600RR      | 0    | 22º     |
| 25  | Marko Jerman      | MD Team Jerman      | Triumph Daytona 675 | 0    | 25º     |
| 127 | Robbin Harms      | Harms Benjan Racing | Honda CBR600RR      | 0    | 14º     |

### Non partito
| Nº | Pilota       | Squadra    | Motocicletta  |
| -- | ------------ | ---------- | ------------- |
| 61 | Fabio Menghi | VFT Racing | Yamaha YZF R6 |

### Non qualificato
| Nº | Pilota        | Squadra  | Motocicletta  |
| -- | ------------- | -------- | ------------- |
| 73 | Oleg Pozdneev | RivaMoto | Yamaha YZF R6 |

## Superstock
La pole position è stata fatta segnare da Davide Giugliano in 1:50.016; lo stesso pilota ha effettuato il giro più veloce in gara, in 1:50.299.

### Arrivati al traguardo
| Pos. | Nº  | Pilota                | Squadra                  | Motocicletta    | Giri | Tempo     | Griglia | Punti |
| ---- | --- | --------------------- | ------------------------ | --------------- | ---- | --------- | ------- | ----- |
| 1º   | 9   | Danilo Petrucci       | Barni Racing             | Ducati 1098R    | 12   | 22:10.546 | 2º      | 25    |
| 2º   | 34  | Davide Giugliano      | Althea Racing            | Ducati 1098R    | 12   | +2.087    | 1º      | 20    |
| 3º   | 59  | Niccolò Canepa        | Lazio MotorSport         | Ducati 1098R    | 12   | +3.339    | 6º      | 16    |
| 4º   | 14  | Lorenzo Baroni        | Althea Racing            | Ducati 1098R    | 12   | +14.422   | 4º      | 13    |
| 5º   | 20  | Sylvain Barrier       | BMW Motorrad Italia      | BMW S1000 RR    | 12   | +16.130   | 3º      | 11    |
| 6º   | 21  | Markus Reiterberger   | Garnier Alpha Racing     | BMW S1000 RR    | 12   | +20.645   | 8º      | 10    |
| 7º   | 32  | Sheridan Morais       | Lorenzini by Leoni       | Kawasaki ZX-10R | 12   | +21.317   | 12º     | 9     |
| 8º   | 119 | Michele Magnoni       | Baru Racing              | BMW S1000 RR    | 12   | +21.483   | 10º     | 8     |
| 9º   | 15  | Fabio Massei          | Team Piellemoto          | BMW S1000 RR    | 12   | +22.724   | 14º     | 7     |
| 10º  | 6   | Lorenzo Savadori      | Lorenzini by Leoni       | Kawasaki ZX-10R | 12   | +23.530   | 13º     | 6     |
| 11º  | 8   | Andrea Antonelli      | Team Lorini              | Honda CBR1000RR | 12   | +24.491   | 7º      | 5     |
| 12º  | 67  | Bryan Staring         | Team Pedercini           | Kawasaki ZX-10R | 12   | +29.121   | 17º     | 4     |
| 13º  | 5   | Marco Bussolotti      | Pedercini Team           | Kawasaki ZX-10R | 12   | +29.426   | 15º     | 3     |
| 14º  | 36  | Leandro Mercado       | Team Pedercini           | Kawasaki ZX-10R | 12   | +37.618   | 16º     | 2     |
| 15º  | 28  | Ferruccio Lamborghini | Ten Kate Junior          | Honda CBR1000RR | 12   | +42.892   | 11º     | 1     |
| 16º  | 11  | Jérémy Guarnoni       | MRS Yamaha Racing France | Yamaha YZF R1   | 12   | +43.174   | 19º     |       |
| 17º  | 7   | Dani Rivas            | Goeleven                 | Kawasaki ZX-10R | 12   | +43.252   | 23º     |       |
| 18º  | 86  | Beau Beaton           | Garnier Racing           | BMW S1000 RR    | 12   | +43.856   | 18º     |       |
| 19º  | 55  | Tomáš Svitok          | SK Energy                | Ducati 1098R    | 12   | +54.815   | 21º     |       |
| 20º  | 107 | Niccolò Rosso         | Goeleven                 | Kawasaki ZX-10R | 12   | +59.686   | 25º     |       |
| 21º  | 64  | Danilo Andric         | Limited Motorsport       | BMW S1000 RR    | 12   | +1:01.420 | 24º     |       |
| 22º  | 71  | Roy ten Napel         | Domburg Racing           | Honda CBR1000RR | 12   | +1:02.061 | 26º     |       |
| 23º  | 39  | Randy Pagaud          | Garnier Racing           | BMW S1000 RR    | 12   | +1:09.178 | 20º     |       |
| 24º  | 58  | Gabriel Berclaz       | Berclaz Racing           | Honda CBR1000RR | 12   | +1:12.064 | 27º     |       |
| 25º  | 27  | Thomas Caiani         | BWG Racing Kawasaki      | Kawasaki ZX-10R | 12   | +1:34.247 | 28º     |       |
| 26º  | 40  | Alen Győrfi           | Adrenalin H-Moto         | Honda CBR1000RR | 11   | +1 giro   | 22º     |       |

### Ritirati
| Nº | Pilota          | Squadra             | Motocicletta    | Giri | Griglia |
| -- | --------------- | ------------------- | --------------- | ---- | ------- |
| 87 | Lorenzo Zanetti | BMW Motorrad Italia | BMW S1000 RR    | 1    | 5º      |
| 47 | Eddi La Marra   | Team Lorini         | Honda CBR1000RR | 1    | 9º      |

### Non qualificati
| Nº | Pilota           | Squadra          | Motocicletta  |
| -- | ---------------- | ---------------- | ------------- |
| 30 | Bogdan Vrajitoru | C.S.M. Bucharest | Yamaha YZF R1 |
| 22 | Jonathan Crea    | Salac Racing     | BMW S1000 RR  |